# Помилка резидента
«Помилка резидента» — радянський двосерійний художній фільм, поставлений на Кіностудії ім. М. Горького в 1968 році режисером Веніаміном Дорманом. Перший фільм тетралогії про професійного розвідника Михайла Тульєва. Перша частина фільму називається «За старою легендою», друга — «Повернення Бекаса».

## Сюжет
Психологічний детектив, що розповідає про долю професійного розвідника Михайла Тульєва, сина російського емігранта. Дія відбувається в першій половині 1960-х років. Тульєв прибув в СРСР за старою легендою, заготовленою ще гітлерівською розвідкою, щоб міцно осісти на місці, активізувати старих агентів і завербувати нових. На слід резидента під псевдонімом «Надія» завдяки дивному анонімному листу з-за кордону виходить служба контррозвідки КДБ СРСР. Тульєв не підозрює, що кримінальник Бекас, який з'явився в полі його зору (вони, нібито випадково, їдуть в одному купе, де Бекас краде валізу у літньої подружньої пари) насправді — контррозвідник Павло Синіцин, який буде контролювати кожен крок резидента і зіграє важливу роль в його долі.
Батько Тульєва, російський граф, теж розвідник, гостро переживає розлуку з батьківщиною. Тульєв під ім'ям Михайла Зарокова поселяється у законсервованого з часів війни німецького агента Дембовича і влаштовується на роботу водієм таксі. Він знайомиться з диспетчером автопарку Марією і у них починається серйозний роман.
У місті «Зароков» випадково (як він думає) зустрічає Бекаса — підвозить його на таксі. Будучи впевненим, що Бекас — професійний злодій, «Зароков» доручає Дембовичу завербувати його. «Будять» й іншого законсервованого агента, колишнього бандерівця Леоніда Круга.
До «Зарокова» приходить дільничний міліціонер з радісною новиною — в Ленінграді знайшлася молодша сестра Зарокова, загублена під час війни. Уникнути провалу Тульєву може тільки один спосіб: сестра повинна зникнути. Дембович посилає до неї вбивцю, якого в Ленінграді відразу ж затримують, а «Зарокову» офіційно повідомляють про загибель сестри.
Перша ж розвідувальна операція, яку організовує Тульєв, проходить під контролем КДБ: на Захід йде дезінформація. Під час перекидання матеріалів через морський кордон СРСР відбувається сутичка з прикордонниками. Бекас разом з Кругом потрапляє за кордон. Дембович з моменту появи резидента знаходиться в депресії. Зрештою, він відправляє в КДБ покаянного листа і кінчає життя самогубством. Тульєв змушений сховатися. Йому вдається уникнути стеження і замести сліди. Марія чекає дитину від Тульєва. Той перед зникненням встигає залишити їй солідну пачку грошей.
У західному розвідцентрі Синіцину-«Бекасу» влаштовують витончену перевірку. Переконані, що перед ними дійсно втікач-злодій-рецидивіст, господарі Тульєва призначають Бекаса в розвідшколу і через рік перекидають назад в СРСР. Він поступає в розпорядження якогось Станіслава Курнакова. Курнаков — це і є Тульєв, який змінив легенду, місце проживання і професію. Крім інструкцій і обладнання, Бекас передає Тульєву звістку про смерть батька. Тульєв і Синіцин зближуються, у них виникає взаємна симпатія.
Синіцину вдається знайти схованку, в якому Тульєв зберігає шифрувальні таблиці. Генерал Сергєєв приймає рішення таємно заарештувати Тульєва-Курнакова. Затримання проходить в безлюдному місці, швидко і тихо, і тепер головне — щоб про провал «Надії» не взнали на Заході. Тримати зв'язок від імені резидента доручають Синіцину.

## У ролях
- Георгій Жжонов —  резидент західної розвідки, Михайло Олександрович Тульєв
- Михайло Ножкин —  співробітник КДБ, Павло Синіцин
- Олег Жаков —  Ян Євгенович Дембович
- Юхим Копелян —  генерал КДБ, Андрій Михайлович Сергєєв
- Микола Прокопович —  полковник КДБ, Володимир Гаврилович Марков
- Елла Шашкова —  диспетчер таксопарку, Марія Миколаївна
- Володимир Гусєв —  співробітник КДБ, Олексій Кустов
- Ірина Мірошниченко —  лейтенант КДБ, Рита
- Вадим Захарченко —  Лазарев-Леонід Круг
- Микола Граббе —  брат Леоніда, співробітник західного розвідцентру, Віктор Круг
- Ервін Кнаусмюллер —  співробітник західного розвідцентру, Себастьян
- Микола Бріллінг —  співробітник західного розвідцентру, Александер
- Микола Бубнов —  батько Михайла Тульєва, граф Тульєв
- Юрій Волинцев —  шофер таксі
- Анастасія Георгієвська —  пасажирка в поїзді
- Олександр Гречаний —  колишній пособник окупантів, Василь Терентьєв
- Володимир Гуляєв —  співробітник КДБ
- Марина Гуткович —  покоївка Ельза в будівлі розвідцентру
- Ернст Зорін —  Алік Ступін
- Георгій Оболенський —  справжній Михайло Зароков
- Володимир Піцек —  пасажир в поїзді, Дмитро
- Гліб Плаксін —  шеф західного розвідцентру
- Ростислав Плятт —  валютник, агент західної розвідки, Микола Миколайович Казін
- Іван Савкін —  співробітник ЛВВС на транспорті, капітан міліції
- Микола Смирнов —  працівник таксопарку, дядько Льоша
- Микола Сморчков —  масовик в санаторії
- Манефа Соболевська —  домогосподарка Курнакова, Олена Андріївна
- Георгій Тусузов —  дідок на бігах
- Софія Фадєєва —  Мати Павла, Анна Миколаївна
- Борис Юрченко —  колишній кримінальник, «Боцман»
- Геннадій Юхтін —  дільничний уповноважений, лейтенант Єгоров
- Віра Петрова — епізод (в титрах не вказано)
- Микола Скоробогатов —  суддя (в титрах не вказано)
- В. Крупицький — епізод
- А. Помян — епізод

## Знімальна група
- Автори сценарію —  Олег Шмельов,  Володимир Востоков
- Постановка —  Веніамін Дорман
- Головний оператор —  Михайло Гойхберг
- Режисер —  Клеопатра Альперова
- Художник-постановник —  Людмила Безсмертнова
- Звукооператор —  Юрій Закржевський